# 特別児童扶養手当等の支給に関する法律
特別児童扶養手当等の支給に関する法律（とくべつじどうふようてあてとうのしきゅうにかんするほうりつ、昭和39年7月2日法律第134号）は、特別児童扶養手当等の支給に関する日本の法律である。

## 概要
精神又は身体に障害を有する児童について特別児童扶養手当を支給し、精神又は身体に重度の障害を有する児童に障害児福祉手当を支給するとともに、精神又は身体に著しく重度の障害を有する者に特別障害者手当を支給することにより、これらの者の福祉の増進を図ることを目的としている。
制定時の題名は「重度精神薄弱児扶養手当法」であり、昭和41年7月15日法律第128号による改正で「特別児童扶養手当法」に改題され、昭和49年6月22日法律第89号による改正で現行の題名となった。

## 構成
- 第一章　総則（第1条・第2条）
- 第二章　特別児童扶養手当（第3条―第16条）
- 第三章　障害児福祉手当（第17条―第26条）
- 第三章の二　特別障害者手当（第26条の2―第26条の5）
- 第四章　不服申立て（第27条―第32条）
- 第五章　雑則（第33条―第42条）
- 附則